# 알피 (영화)
《알피》(영어: Alfie)는 영국에서 제작된 1966년 코미디 드라마 영화이다. 루이스 길버트가 연출, 제작을 맡고, 마이클 케인, 셸리 윈터스 등이 출연하였다.
앨런 프라이스가 케인을 대체한 1975년 속편 영화 《알피 달링》(Alfie Darling)으로 이어진다.
2004년 주드 로가 주연한 리메이크 영화 《나를 책임져, 알피》가 개봉하였다.

## 출연진
- 마이클 케인
- 셸리 윈터스
- 밀리선트 마틴
- 비비언 머천트
- 제인 애셔
- 줄리아 포스터
- 셜리 앤 필드
- 엘리너 브론
- 덴홈 엘리엇
- 앨피 배스
- 그레이엄 스타크
- 머리 멜빈
- 시드니 태플러

## 기타 제작진
- 협력 제작: 존 길버트
- 미술: 피터 멀린스